# Sokhna Benga
Sokhna Benga o Sokhna Mbengue (Dakar, 12 de décembre de 1967) es una mujer de letras senegalesa, también editora. Es abogada marítima de formación.

## Biografía
Hija de padre periodista y dramaturgo, Ibrahima Mbengue, Sokhna Benga de soltera Mbengue hizo sus estudios de párvulos en los Mártires de Uganda, primaria en la escuela Sainte-Bernadette, secundaria en la Maison d'éducation Mariama Bâ en Gorée.
Luego obtuvo una licencia en derecho comercial, en 1990, y una maestría en derecho comercial, opciones de transporte y seguros en 1991, en la Universidad Cheikh-Anta-Diop en Dakar, luego un DESS en derecho de actividades marítimas en la Universidad de Western Bretaña en 1996.
Abogada especializada en Derecho de Actividades Marítimas, administradora de Asuntos Marítimos  y sucesivamente ocupa los cargos de Jefa del Distrito Marítimo de Dakar, Jefa del Departamento de Asuntos Jurídicos y Cooperación, Jefa del Departamento de Asuntos Jurídicos, Jefa del Departamento de Asuntos Jurídicos y Cooperación, Director de Operaciones Marítimas, Director de Seguridad Marítima y Prevención de la Contaminación Marina de la Agencia Nacional de Asuntos Marítimos ANAM (antes Dirección de Marina Mercante). Luego fue Directora de Transporte Marítimo y Fluvial y Puertos y Coordinadora de Circunscripciones Marítimas Regionales (CIRCAMs) dentro de la misma agencia.
Al mismo tiempo, se dedica a escribir. Autora de veinticuatro libros (novelas, cuentos, poemas), obtuvo numerosos premios y distinciones literarias nacionales e internacionales, entre ellos el Gran Premio del Presidente de la República de letras con su novela La Balade du Sabador en 2000, una beca del Centre national du livre français, la Misión Stendhal para su última trilogía Waly Nguilane, el protegido de Roog . Fue directora literaria de Nouvelles éditions africaines du Sénégal de 2002 a 2005. Ella es guionista.
Fue miembro del Consejo Nacional de Regulación Audiovisual de 2012 a 2018 para representar al mundo de las letras.
Es oficial de la Orden de las Artes y las Letras y Caballero de la Orden Nacional del León de Senegal.